# Little White Schoolhouse

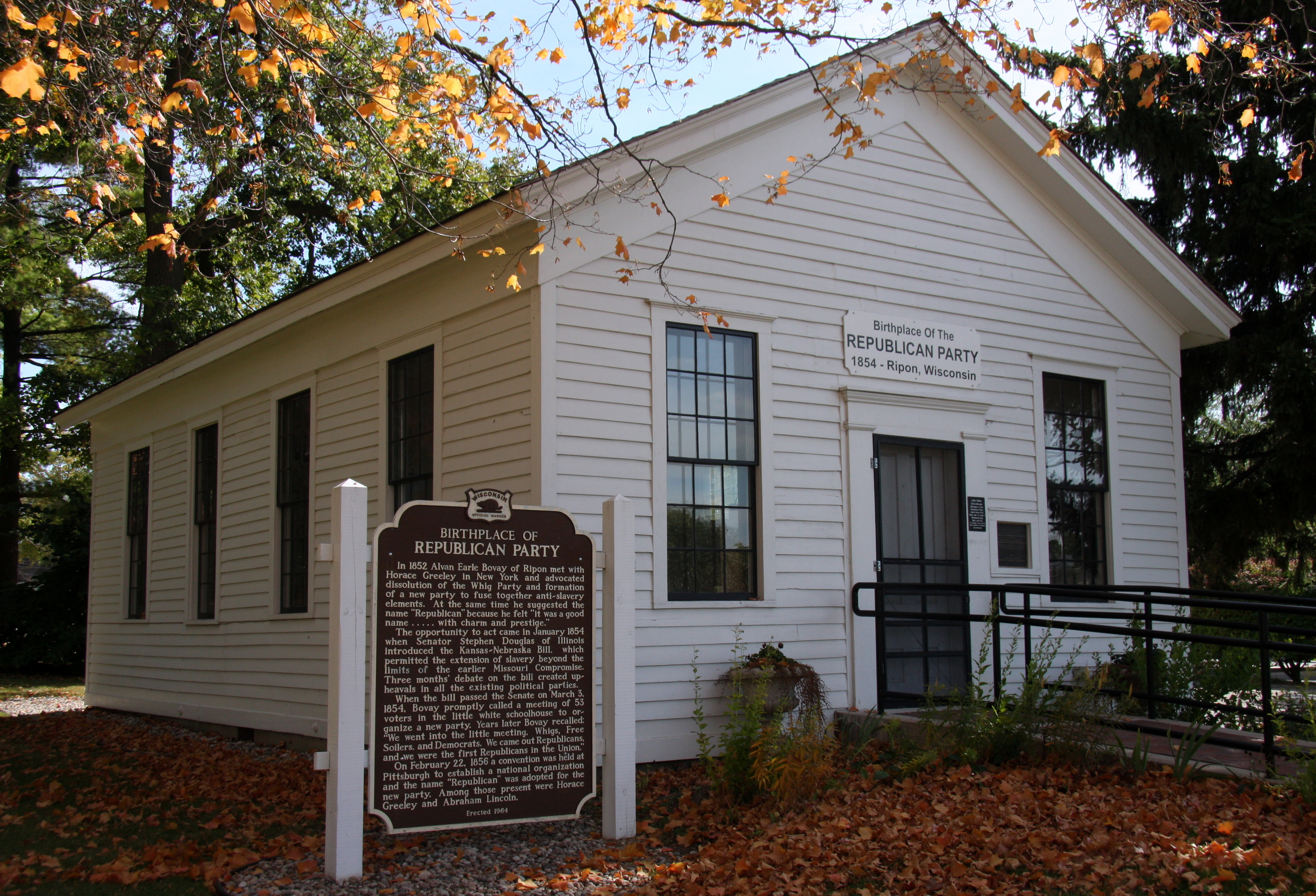
Das Little White Schoolhouse

Das Little White Schoolhouse, auch Republican Schoolhouse, ist ein Gebäude in Ripon, US-Bundesstaat Wisconsin, in den Vereinigten Staaten. 
In dem 1853 errichteten ehemaligen Schulhaus wurde 1854 die Republikanische Partei der Vereinigten Staaten gegründet. Das Little White Schoolhouse wurde vom Innenministerium der Vereinigten Staaten deshalb als „Ort eines wichtigen Ereignisses der amerikanischen Geschichte“ als besonders bedeutend eingestuft und im August 1973 als Gebäude in das National Register of Historic Places eingetragen. Im Mai 1974 erhielt es den Status eines National Historic Landmarks zuerkannt und ist eine von 43 historischen Stätten dieser Art in Wisconsin.